# Kim Jong-suk
Pour les articles homonymes, voir Kim Jong-suk (homonymie).
Dans ce nom coréen, le nom de famille, Kim, précède le nom personnel.
Kim Jong-suk (en coréen : 김정숙 ; né le 24 décembre 1917 à Hoeryŏng et morte le 22 septembre 1949 à Pyongyang) est une militante communiste coréenne, épouse de l'ancien dirigeant nord-coréen Kim Il-sung, mère de Kim Jong-il et grand-mère de Kim Jong-un.

## Biographie

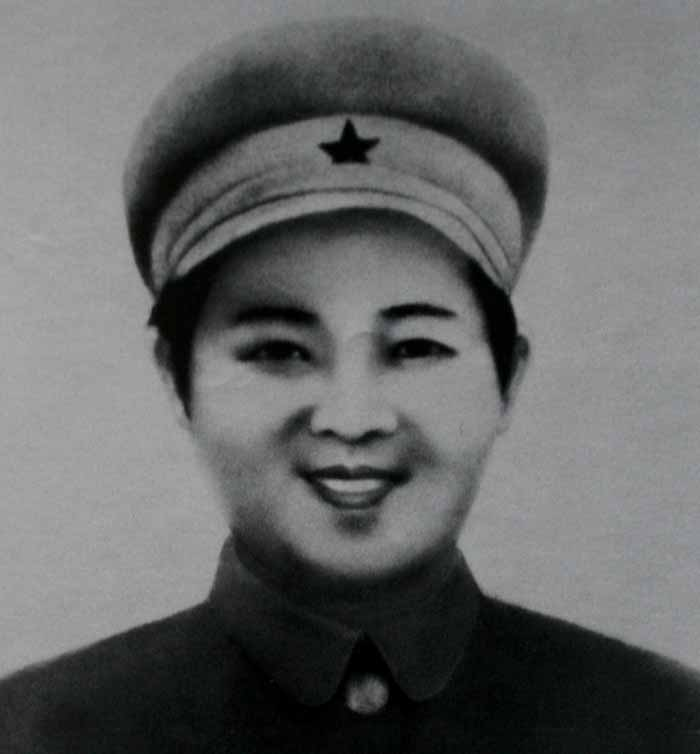
Kim Jong-suk après 1938.

Kim Jong-suk est née à Osan (province du Hamgyŏng du Nord), dans une famille de paysans pauvres de la région de Hoeryŏng qui doit quitter la Corée pour la Mandchourie en 1922.
Après la mort de sa mère et de sa belle-mère causées par les troupes japonaises, elle rejoint la guérilla communiste anti-japonaise en 1932 à 16 ans. Elle est cantinière du régiment de Kim Il-sung, puis elle devient partisane en 1935, cette même année 1935 elle rencontre Kim Il-sung qu'elle épouse en octobre 1940 (à 23 ans). 
À la libération en 1945, elle se consacre notamment à l'éducation et à l'enseignement militaire. 
Elle décède à la suite d'une grossesse extra-utérine en septembre 1949 à l'âge de 32 ans à Pyongyang. 
Elle est décrite comme « courtaude et énergique, dotée d'une forte personnalité ».

### Propagande
Après sa mort, Kim Jong-suk est devenue une icône de propagande en Corée du Nord : le 21 septembre 1972, elle a été proclamée « héroïne de la république populaire démocratique de Corée ».
À partir de 1976, la propagande l'a fait devenir « l'indomptable compagne » qui protégeait Kim Il-sung « de son corps ».
En 1977, un musée dans sa ville natale, Hoeryŏng, lui fut dédié.